# ミキ (お笑いコンビ)
ミキは、吉本興業（東京本部）所属のお笑いコンビ。2012年4月結成。関西を中心に活動し、2019年4月より東京へ活動拠点を移す。M-1グランプリ2017第3位。

## メンバー
昴生（、1986年4月13日 - ）（39歳）
ツッコミ担当、立ち位置は向かって右。
兄弟の兄。本名は、三木 昴生。京都府京都市出身。身長165cm、体重85kg。血液型はO型。家族の前だと声が低くなる。
亜生（、1988年7月22日 - ）（37歳）
ボケ担当、立ち位置は向かって左。
兄弟の弟。本名は、三木 亜生。京都府京都市出身。身長173cm、体重73kg。血液型はA型。重度の潔癖症である。猫を5匹飼っている。2024年1月23日、結婚を発表。

## 経歴
もともと人を笑わせるのが好きな昴生は小学生の頃からお笑いを志していた。一方の亜生も高校で参加した劇にてお笑いに目覚める。しかし、2人の母親は自身の異母兄で彼らの伯父にあたる上岡龍太郎の味わった苦労を知っており、昴生がお笑いを始めるときも号泣。これを見た亜生はお笑いの道を諦め就職したが、夢を断ち切れず、4年後仕事を辞め、昴生に連絡する。亜生は昴生から一度考え直すように言われたものの、当時は交際中であった昴生の妻から背中を押され、再び連絡。その結果、コンビとして活動していくこととなり、2012年4月にコンビ結成。
コンビ名の「ミキ」は本名の「三木」をカタカナにしたもの。上岡龍太郎は母方の伯父（母の異母兄）にあたる。ただし昴生によると、上岡とは「小さいころに数回しか会ったことがない」。上岡はミキを「漫才の型としては安定してる」と評価している。2人は上岡の名前を出して注目されたくないという理由と、親から出された「上岡の名前を使わずに活動しなさい」という条件のもと、2017年まで上岡の甥であることを正式には公表していなかった。上岡の息子である映画監督の小林聖太郎とは従兄弟に当たる。またコンビ名である「ミキ」のもうひとつの由来は、架空のモータースポーツを描いた日本テレビで放送されたサンライズ製作のテレビアニメ『新世紀GPXサイバーフォーミュラ』に登場する女性キャラクター「城之内 みき」の“みき”から取ったとされている。昴生と亜生のふたりは本アニメの視聴者で登場キャラクターで「城之内みき」が特に気に入っていたため、コンビ名を決める時に2人の本名の「三木」繋がりで、共通するお気に入りのアニメのキャラクターの名前から取って「ミキ」になった。
大阪時代は、よしもと漫才劇場を中心に活動。東京進出後も週に1度のペースで出演している。
2017年9月、兄弟揃って「京都府文化観光大使」に就任。同年、M-1グランプリ2017にて第1回（2001年）の中川家以来となる兄弟コンビによる決勝戦進出を果たし、最終決戦まで勝ち進んだ。
ツートライブ、アイロンヘッド、バンビーノ、ダブルアートと共に「プラチナ5」というグループで活動中。
2021年9月25日、兄弟揃って「高知県観光特使」に就任した。父が高知県土佐清水市出身で、幼い頃は高知に帰省していたという。

## 芸風
主にしゃべくり漫才。一から新しいものをつくるというよりは、古典的な漫才を現代的に仕上げるという姿勢を軸にしている。亜生からの質問提起に昴生が答えていくもだんだん質問の内容が支離滅裂なものになり、昴生が甲高い声でツッコむというパターンが多い。お笑い評論家のラリー遠田によると、ネタの設定や発想はそれほど突飛なものではなく「むしろ、今どき珍しいほどシンプルな形のボケを平気で繰り出してくる」。「誰も傷つけない漫才」をモットーとする。
この芸風についてビートたけしは「うるせぇだけで、面白くなかったな」と酷評している。

## 出囃子
- 荒井由実「ルージュの伝言」
- 04 Limited Sazabys「swim」

## 賞レース成績・受賞歴など

### M-1グランプリ
| 年     | 結果         | エントリーNo. | 決勝戦キャッチコピー | 備考                    |
| ------ | ------------ | ------------- | -------------------- | ----------------------- |
| 2015年 | 準々決勝敗退 | 640           |                      |                         |
| 2016年 | 準決勝敗退   | 1879          |                      | 予選16位、敗者復活戦2位 |
| 2017年 | 決勝3位      | 1826          | 兄弟漫才             |                         |
| 2018年 | 決勝4位      | 2071          |                      | 予選15位、敗者復活組    |
| 2019年 | 準決勝敗退   | 4289          |                      | 予選13位、敗者復活戦2位 |
| 2020年 | 準々決勝敗退 | 2988          |                      |                         |
| 2021年 | 準々決勝敗退 | 2354          |                      |                         |
| 2022年 | 準決勝敗退   | 3985          |                      | 敗者復活戦3位           |
| 2023年 | 準々決勝敗退 | 5572          |                      |                         |
| 2024年 | 準々決勝敗退 | 7259          |                      |                         |

### ytv漫才新人賞
| 回（年）             | 結果       | 備考                        |
| -------------------- | ---------- | --------------------------- |
| 第5回（2015-2016年） | 決定戦2位  | ROUND1 1位通過              |
| 第6回（2016-2017年） | 決定戦2位  | ROUND1 13位、ROUND2 2位通過 |
| 第7回（2017-2018年） | 選考会敗退 | ROUND2 4位、ROUND3 6位      |

### その他
- 2016年 第一回 上方漫才協会大賞 新人賞・トータルコーディネイト賞[1][27][28]
- 2016年 第46回NHK上方漫才コンテスト 優勝[1][29]
- 2016年 フジテレビ27時間テレビ・笑わせたもん勝ちトーナメント KYO-ICHI 優勝[1]
- 2017年 第二回 上方漫才協会大賞 話題賞
- 2017年 第4回NHK新人お笑い大賞 本選進出
- 2018年 第五回 NHK新人お笑い大賞 本選進出
- 2019年 第54回上方漫才大賞 新人賞[30]
- 2020年 第5回上方漫才協会大賞 大賞[31]
- 2020年 日本メガネベストドレッサー賞 芸人部門[32]
- 2021年 第8回NHK新人お笑い大賞 本戦進出
- 2022年 第57回上方漫才大賞 奨励賞

## 出演

### テレビ

#### レギュラー番組
現在
- 王様のブランチ（TBS、2019年4月 - ）
- ミキBASE 〜いいね!で応援〜（毎日放送、2020年4月1日 - ）
- 真夜中のブランチ→よるのブランチ（TBS、2020年10月18日 - ）
- ぼくドコ（NHK Eテレ、2021年4月5日 - ）※子ども向けSDGs番組シリーズ「ひろがれ!いろとりどり」枠（2021年5月からは毎月第2週月曜日）[33]
- 歩道・車道バラエティ 道との遭遇（CBCテレビ、2022年4月5日 - ）

過去
- もってる!? モテるくん（読売テレビ、2015年1月3日 - 2015年3月28日）
- チェンジ3（テレビ朝日、2017年2月27日 - 9月26日）
- AKB48チーム8のKANSAI白書 こっそりナンバーワン宣言やで!（Kawaiian TV、2017年3月6日 - 2019年11月25日）- 進行
- せやねん!（毎日放送、2018年4月6日 - 2019年3月23日）- アキナと交替で第1部・第2部出演
- 知りたガールと学ボーイ（NHK Eテレ、2019年4月4日 - 2022年3月31日[34]）[35][36]
- おはスタ（テレビ東京、2019年4月10日 - 2024年3月20日）- 水曜レギュラー
- J旅行社 〜いざ! サッカーツアーへ〜（フジテレビ、2019年7月2日 - 2019年10月29日）
- 霜降りミキXIT（TBS、2020年6月29日 - 2022年3月14日）
- ちょい足し（CBCテレビ、2021年4月 - 2022年3月）
- ラヴィット!（TBS、2021年3月30日 - 2023年9月19日）- 火曜隔週レギュラー

#### 特別番組
＊MCもしくはメインキャスト
- 吉田たち&ミキの次世代デンジャラスロケツアー（読売テレビ、2018年1月29日）
- ミキの京都で、あーせい、こーせい（読売テレビ、2019年2月28日）
- 多面LIFE応援バラエティー 霜降り明星＆ミキ あしゅら!（朝日放送、2019年8月12日）
- マッチングIV（TBS、2019年9月24日）
- 京都国際映画祭2019 ミキがぜ～んぶ振り返るSP（KBS京都、2019年11月9日）
- ミキの特番。改めましてミキです!（関西テレビ、2020年3月15日）
- もう一度、家族になりたい!（フジテレビ、2020年6月28日）- MC
- わき役カメラ（TBSテレビ、2020年9月29日・2021年6月5日）- MC
- 知らなくて委員会（北海道テレビ）
- ミキも高知家の一員やき!（高知さんさんテレビ、2021年11月6日）
- 名門のオキテ!（テレビ東京、2022年6月17日・6月24日・12月28日・2023年12月28日・2024年7月1日・7月8日）- MC[37]
- マンゲキマインドマッチ〜若手芸人心理王決定戦〜（関西テレビ、2024年9月29日・2025年2月9日）- MC[38]

### ラジオ
- ミキの兄弟でんぱ!（KBS京都ラジオ、2016年9月28日 - ）
- ミキの深夜でんぱ!（文化放送、2019年4月2日 - ）[39]
- ミキのオールナイトニッポンR（ニッポン放送、 2017年6月3日）
- ミキのオールナイトニッポン0(ZERO)（ニッポン放送、2018年8月30日）

### ウェブ
- かぐや姫と7人の王子たち（AbemaTV、2019年6月1日 - ）- MC
- マンゲキ発信! BUZZってミキ!（GAORA、2017年10月23日 - ）
- みてすぎTV（YouTube、2020年9月28日 - ）

### 広告
- Amazonプライム・ビデオ（2019年7月）[40]
- プレナス・ほっともっと「新コンビ弁当対決! どっちがうまい? 投票キャンペーン!」（2020年3月）[41][注 1]
  - 「新コンビ弁当対決! どっちがうまい? 投票キャンペーン!」（2020年3月）[41][注 1]
  - 「新・から揚弁当」篇、「新・旨辛から揚弁当』篇（2020年4月23日 - ） - 霜降り明星と共演[42]
- 関西電力「ラクしてまとめてしっかりおトク　なっトクパックキャンペーン」（2020年9月）
- パリミキ・メガネの三城（2020年10月）[43]
- LINE：ディズニー ツムツム（2021年7月、WebCM）[44]

### 吹き替え
- トロールズ ミュージック★パワー（ギャガ、2020年10月2日公開）- トロールツァルト 役（昴生）、クラウド・ガイ 役（亜生）[45]

## 単独ライブ
2014年
- 3月14日 「ミキの30分」（5upよしもと）
- 7月25日 「ミキの30分」（5upよしもと）
- 8月28日 「ミキの30分」（5upよしもと）
- 9月15日 「ミキの30分」（5upよしもと）
- 11月2日 「ミキの30分」（5upよしもと）

2015年
- 1月27日「ミキ漫2015」（TORII HALL）
- 3月15日 「ミキ漫2015 vol.2」（よしもと漫才劇場）
- 4月27日 「ミキ漫2015 vol.3」（道頓堀ZAZA POCKET'S）
- 6月3日 「ミキ漫2015 vol.4」（道頓堀ZAZA HOUSE）
- 7月18日 「ミキ漫2015 vol.5」（道頓堀ZAZA HOUSE）
- 8月18日 「ミキ漫2015 vol.6 in 祇園花月」（よしもと祇園花月）
- 9月23日 「ミキ漫2015 vol.7」（道頓堀ZAZA HOUSE）
- 10月17日 「ミキ漫2015 vol.8」（よしもと漫才劇場）
- 11月23日 「ミキ漫2015 vol.9」（道頓堀ZAZA HOUSE）
- 12月31日 「ミキ漫2015 vol.10〜よいお年を〜」（道頓堀ZAZA HOUSE）

2016年
- 1月18日 「家でやれ!」（道頓堀ZAZA HOUSE） - トークライブ
- 2月18日 「ミキ漫2016 vol.1」（よしもと漫才劇場）
- 3月25日 「家でやれ!!」（道頓堀ZAZA HOUSE） - トークライブ
- 4月23日 「ミキ漫2016 vol.2 in 祇園花月」（よしもと祇園花月）
- 5月24日 「家でやれ!!!」（道頓堀ZAZA HOUSE） - トークライブ
- 6月4日 「ミキ漫2016 vol.3」（よしもと漫才劇場）
- 7月27日 「家でやれ!!!!」（道頓堀ZAZA HOUSE） - トークライブ
- 8月23日 「ミキ漫2016 vol.4」（よしもと漫才劇場）
- 9月23日 「家でやれ!!!!!」（道頓堀ZAZA HOUSE） - トークライブ
- 10月22日 「ミキ漫2016 in 東京」（ヨシモト∞ホール）
- 11月27日 「家でやれ!!!!!!」（道頓堀ZAZA HOUSE） - トークライブ
- 12月20日 「ミキ漫2016 in NGK」（なんばグランド花月）

2017年
- 2月19日 「ミキ漫2017 in ルミネtheよしもと」（ルミネtheよしもと）
- 3月11日 「ミキの漫才とトーク」（よしもと沖縄花月）
- 3月18日 「家でやりなはれ!」（よしもと祇園花月） - トークライブ
- 4月14日 「ミキ漫2017 in よしもと漫才劇場」（よしもと漫才劇場）
- 4月24日 「ミキの漫才とトーク」（大宮ラクーンよしもと劇場）
- 4月28日 「ミキ漫2017 in 幕張」（よしもと幕張イオンモール劇場）
- 5月12日 「家でやりなはれ!!」（よしもと祇園花月） - トークライブ
- 6月10日 「ミキ漫2017 in よしもと漫才劇場 vol.2」（よしもと漫才劇場）
- 7月2日 「ミキの漫才とトーク」（大宮ラクーンよしもと劇場）
- 7月8日 「家でやりなはれ!!!」（よしもと祇園花月） - トークライブ
- 8月29日 「ミキ漫2017 in NGK」（なんばグランド花月）
- 9月1日 「家でやりなはれ!!!!」（よしもと祇園花月） - トークライブ
- 9月2日  「ミキの漫才とトーク」（大宮ラクーンよしもと劇場）
- 10月20日 「ミキ漫2017 in 幕張」（よしもと幕張イオンモール劇場）
- 11月3日  「ミキの漫才とトーク」（大宮ラクーンよしもと劇場）
- 11月22日 「家でやりなはれ!!!!!」（よしもと祇園花月） - トークライブ
- 12月23日 「ミキの漫才とトーク」（よしもと沖縄花月）
- 12月25日 「ミキ漫2017 クリスマススペシャル」（よしもと漫才劇場）

2018年
- 1月31日 「家でやりなはれ!!!!!!」（よしもと祇園花月） - トークライブ
- 2月4日 - 8月18日「ミキ漫2018 全国ツアー」[46]
  - 2月4日 （よしもと漫才劇場）
  - 2月24日 （ルミネtheよしもと）
  - 3月11日 （イムズホール）
  - 3月25日 （名古屋東文化小劇場）
  - 4月7日 （札幌市教育文化会館小ホール）
  - 4月14日 （新潟県民会館小ホール）
  - 5月12日 （那覇市ぶんかテンブス館テンブスホール）
  - 5月20日 （電力ホール）
  - 6月16日 （石川県文教会館ホール）
  - 7月8日 （よしもと祇園花月）
  - 8月11日 （アステールプラザ中ホール）
  - 8月18日 （サンポートホール高松第2小ホール）
- 9月2日 「ミキ漫2018 全国ツアーFINAL in 東京」（東京グローブ座）
- 9月16日 「ミキの漫才とトーク」（よしもと沖縄花月）
- 10月4日 - 10月5日 「ミキ漫2018 全国ツアーFINAL in NGK 2DAYS」（なんばグランド花月）
- 10月15日 「家でやりなはれ! season.2」（よしもと祇園花月） - トークライブ
- 10月19日 「ミキがやりたいゲームを楽しむ90分」（道頓堀ZAZA Box）
- 12月26日 「家でやりなはれ!! season.2」（よしもと祇園花月） - トークライブ